# Babbo Natale

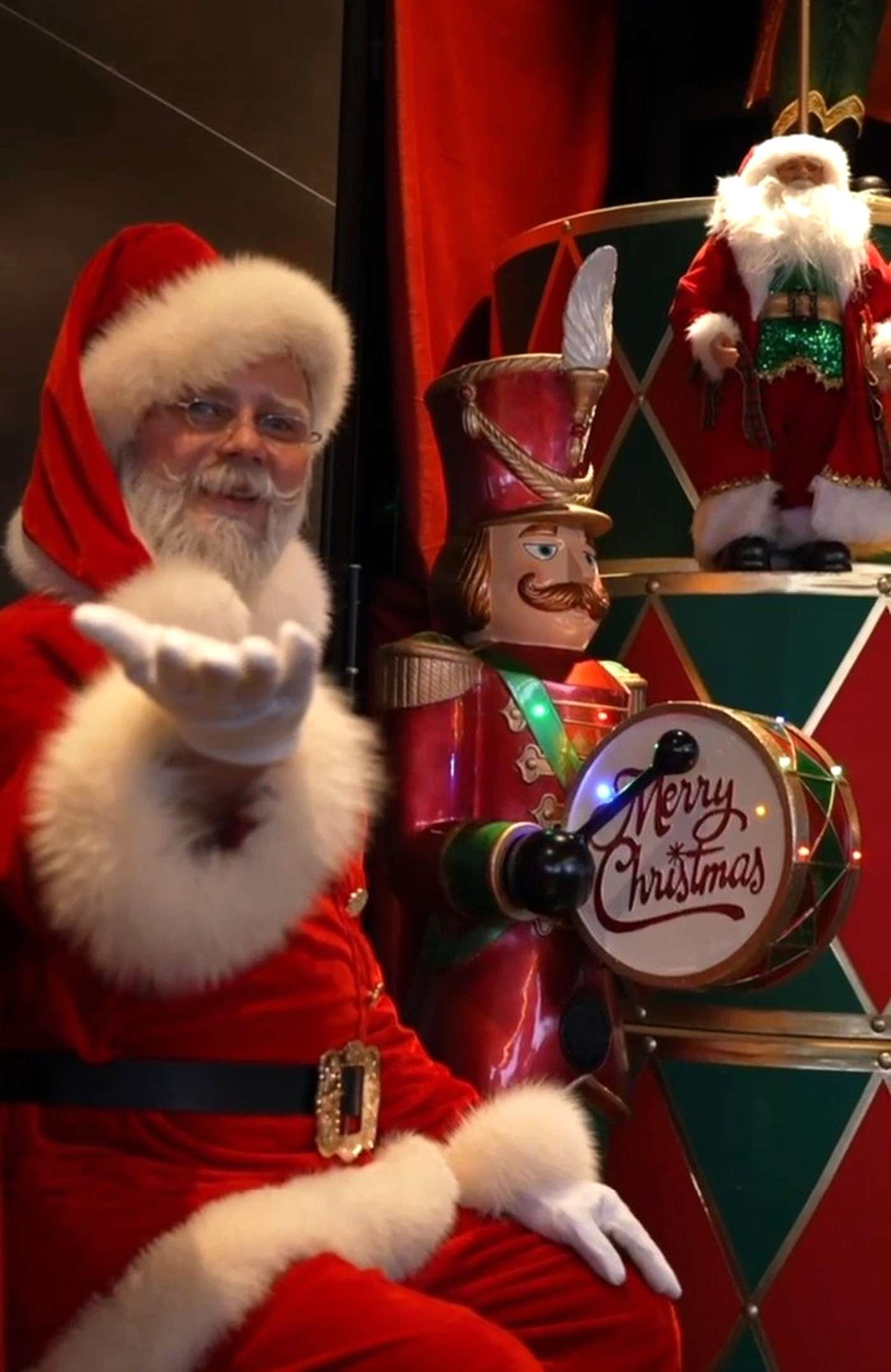
Babbo Natale interpretato dall'attore: Salvatore Fantasilandia

Babbo Natale è un personaggio immaginario presente in molte culture della tradizione natalizia della civiltà occidentale, oltre che in Giappone e in altre parti dell'Asia orientale. Viene rappresentato come un uomo anziano e corpulento vestito con giacca, pantaloni e cappello rossi con bordi di pelo bianco, che viaggia per tutto il mondo e distribuisce regali ai bambini buoni solitamente la notte della vigilia di Natale come vuole la leggenda.

## Origini

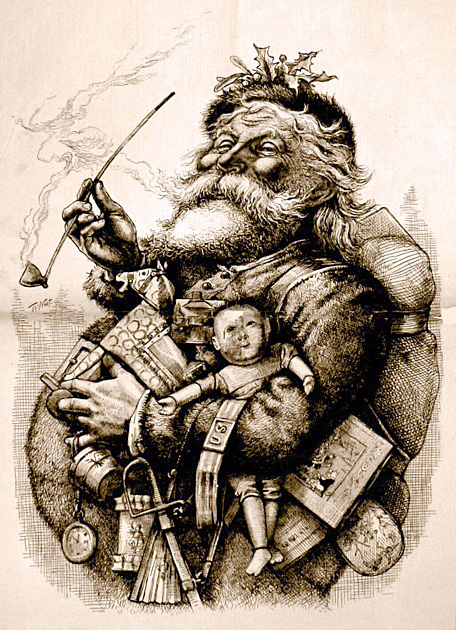
Antica illustrazione datata 1881. L'autore è Thomas Nast che, insieme a Clement Clarke Moore, ha contribuito a creare la moderna immagine di Babbo Natale

Tutte le versioni del Babbo Natale moderno, chiamato Santa Claus oppure Father Christmas nei paesi anglofoni, derivano principalmente dallo stesso personaggio storico: san Nicola, vescovo di Myra (oggi Demre, città situata nell'odierna Turchia), di cui per esempio si racconta che ritrovò e riportò in vita tre fanciulli, rapiti ed uccisi da un oste, e che per questo era considerato il Protettore dei bimbi. L'appellativo Santa Claus deriva da Sinterklaas, nome olandese di san Nicola.

### Antiche origini cristiane

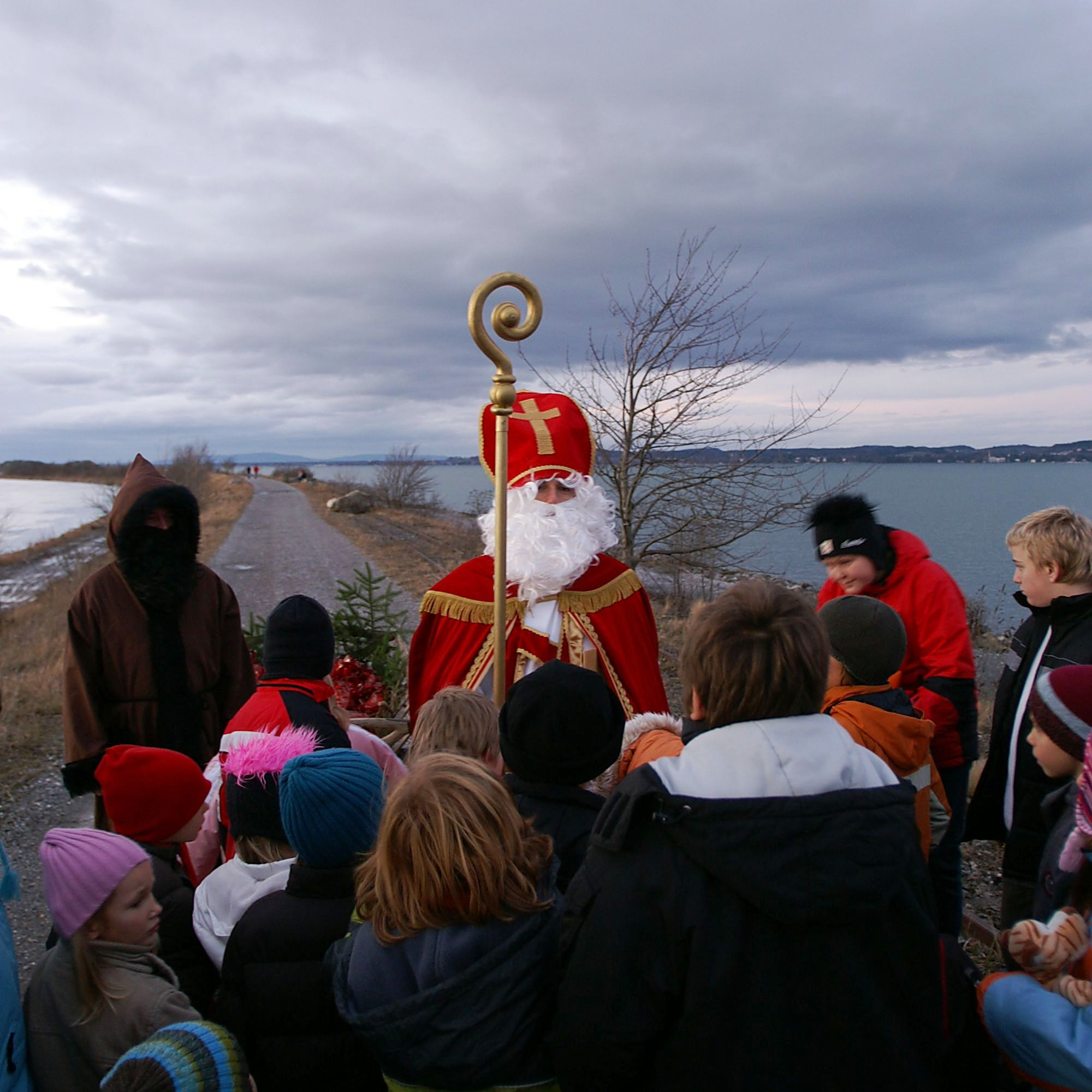
San Nicola dona regali ai bimbi buoni

Il primo personaggio è san Nicola di Myra, un vescovo cristiano del IV secolo. Myra era una città della Licia, una provincia dell'Impero bizantino che si trova nell'attuale Turchia.
In Europa (in particolare nei Paesi Bassi, in Belgio, Austria, Svizzera, Germania, Repubblica Ceca, Slovenia, e in alcune parti d'Italia e di Francia) viene ancora rappresentato con abiti vescovili. Le reliquie di san Nicola furono in parte traslate a Bari, narra una leggenda da alcuni pescatori, ma in realtà furono dei mercanti a trafugarle da Myra nel 1087 e per ospitarle fu costruita una basilica, poggiando le fondamenta su una preesistente struttura, nell'anno stesso. Il luogo, la basilica di san Nicola di Bari, è da allora meta di pellegrinaggi fra i fedeli. Parte delle Sante Reliquie, rimaste a Myra, furono in seguito rinvenute dai veneziani e traslate nella chiesa e abbazia di san Nicolò a Lido di Venezia, l'omero sinistro si trova tuttora quasi integro a Rimini e altre ossa sono sparse per l'Europa.

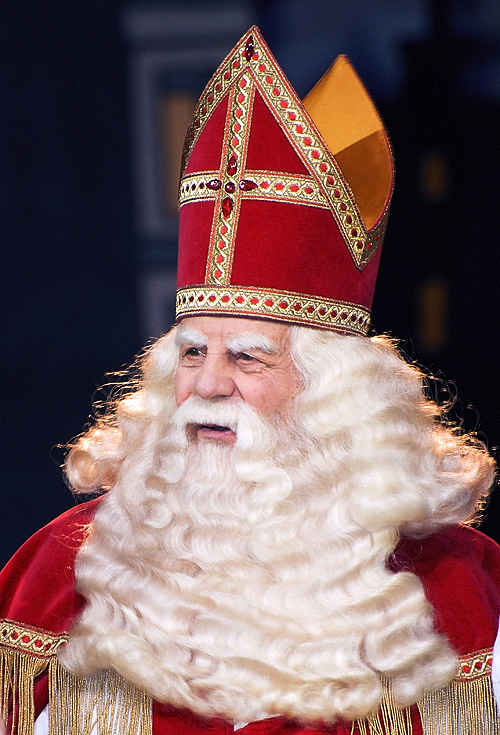
Rappresentazione di Sinterklaas, antico Babbo Natale del Benelux

San Nicola è considerato il proprio patrono da parte di marinai, mercanti, arcieri, bambini, prostitute, venditori ambulanti, farmacisti, avvocati, prestatori di pegno, detenuti. È anche il santo patrono delle città di Bari (compatrono assieme a san Sabino), Lecco, Ortueri, Sassari, Salemi, Amsterdam e della Russia. In Grecia san Nicola viene talvolta sostituito da san Basilio Magno (Vasilis), un altro vescovo del IV secolo originario di Cesarea.
Nei Paesi Bassi, San Nicola (Sinterklaas tradotto in olandese) viene festeggiato annualmente il 5 dicembre (la vigilia del giorno dedicato a questo santo), data in cui si distribuiscono doni; in Belgio, Polonia, Lussemburgo e Francia del nord (Fiandre francesi, Lorena e Artois), i medesimi festeggiamenti si svolgono il giorno successivo. Tali celebrazioni hanno dato origine al mito e al nome di Santa Claus, nelle sue diverse varianti.
L'equivalente di Babbo Natale in questi paesi è Kerstman (letteralmente "uomo di Natale"). In alcuni villaggi delle Fiandre, in Belgio, si celebra la figura, pressoché identica, di san Martino di Tours (Sint-Maarten). In molte tradizioni della Chiesa ortodossa, san Basilio porta i doni ai bambini a Capodanno, giorno in cui si celebra la sua festa.

### Folclore germanico

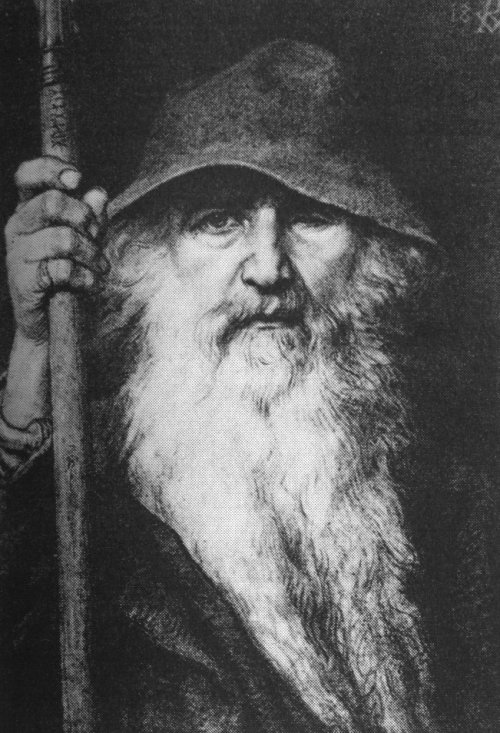
Odino l'errante

Prima della conversione al cristianesimo, il folclore dei popoli germanici, incluso quello inglese, narrava che il dio Odino (Wodan) ogni anno tenesse una grande battuta di caccia nel periodo del solstizio invernale (Yule), accompagnato dagli altri dei e dai guerrieri caduti.
La tradizione voleva che i bambini lasciassero i propri stivali nei pressi del caminetto, riempiendoli di carote, paglia o zucchero per sfamare il cavallo volante del dio, Sleipnir. In cambio, Odino avrebbe sostituito il cibo con regali o dolciumi. Questa pratica è sopravvissuta in Belgio e Paesi Bassi anche in epoca cristiana, associata alla figura di san Nicola.
I bambini, ancor oggi, appendono al caminetto i loro calzoni pieni di paglia in una notte d'inverno, perché vengano riempiti di dolci e regali da san Nicola che, a differenza di Babbo Natale, in quei luoghi si improvvisa ancora a cavallo. Anche nell'aspetto, quello di vecchio barbuto dall'aria misteriosa, Odino era simile a san Nicola (anche se il dio era privo di un occhio).
La tradizione germanica arrivò negli Stati Uniti d'America attraverso le colonie olandesi di New Amsterdam, rinominata dagli inglesi in New York, prima della conquista britannica del XVII secolo, ed è all'origine dell'abitudine moderna di appendere una calza al caminetto per Natale, simile per certi versi a quella diffusa in Italia il 6 gennaio all'arrivo della Befana.
Un'altra tradizione folclorica delle tribù germaniche racconta le vicende di un sant'uomo (in alcuni casi identificato con san Nicola) alle prese con un demone (che può essere, di volta in volta, un diavolo, un troll o la figura di Krampus) o un oscuro uomo che uccideva nei sogni (Blackman o pitchman). La leggenda narra di un mostro che terrorizzava il popolo insinuandosi nelle case attraverso la canna fumaria durante la notte, aggredendo e uccidendo i bambini in modo orribile.
Il sant'uomo si pone alla ricerca del demone e lo cattura imprigionandolo con dei ferri magici o benedetti (in alcune versioni gli stessi che imprigionarono Gesù prima della crocifissione, in altri casi quelli di san Pietro o san Paolo). Obbligato a obbedire agli ordini del santo, il demone viene costretto a passare di casa in casa per fare ammenda portando dei doni ai bambini. In alcuni casi la buona azione viene ripetuta ogni anno, in altri il demone ne rimane talmente disgustato da preferire il ritorno all'inferno.
Altre forme del racconto presentano il demone convertito agli ordini del santo, che raccoglie con sé gli altri elfi e folletti, diventando quindi Babbo Natale. Una diversa versione olandese racconta, invece, che il santo viene aiutato da schiavi Mori, che vengono rappresentati di solito dal personaggio di Zwarte Piet (Pietro il nero), analogo dell'italiano Uomo nero. In questi racconti Zwarte Piet picchia i bambini con un bastone o li rapisce per portarli in Spagna nel suo sacco (un tempo la penisola iberica era sotto il dominio dei Mori).
In Germania, lo stesso racconto trasforma il personaggio in Pelznickel o Belsnickle (Nicola Peloso), che va a trovare i bambini cattivi nel sonno. Il nome deriva dall'aspetto di enorme belva dovuto al fatto che è interamente ricoperto di pelliccia.

### Folclore islandese
Gli islandesi amano dire che da loro ci sono ben 13 Babbo Natale perché la loro tradizione di doni a Natale è basata su 13 folletti, chiamati Jólasveinar, i cui nomi derivano dal tipo di attività o di cibo che preferiscono: Stekkjastaur, Giljagaur, Stúfur, Þvörusleikir, Pottaskefill, Askasleikir, Hurðaskellir, Skyrjarmur, Bjúgnakrækir, Gluggagægir, Gáttaþefur, Ketkrókur, e Kertasníkir.
Una volta all'anno, due settimane prima di Natale, questi folletti fanno prima il bagno nelle acque calde delle sorgenti del lago di Niva, quindi lasciano le grotte dove abitano per portare ai bambini islandesi buoni dei doni. Questi vengono messi nelle scarpe che i bambini hanno lasciato sotto le finestre. In pratica, i bambini islandesi, se sono stati buoni, ricevono tredici regali, uno per ogni giorno delle due settimane che precedono il Natale. Questi folletti, tuttavia, possono essere dispettosi e a volte si divertono a fare scherzi o a spiare gli umani. Inoltre, se il bambino ha fatto il cattivo, riceve al posto dei doni delle patate.

## Evoluzione moderna

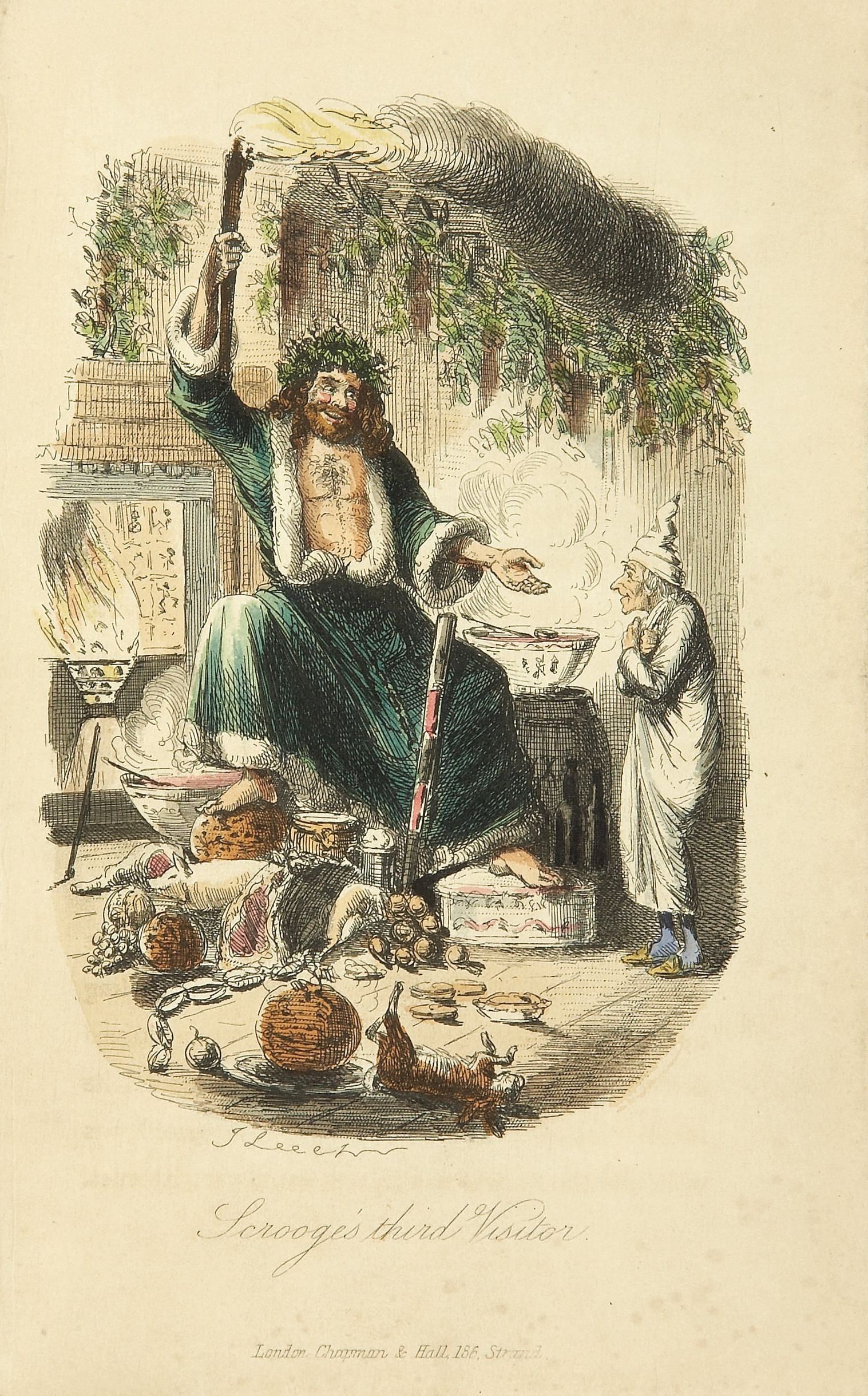
Lo "spettro del Natale presente" in una versione a colori dell'illustrazione originale di John Leech per Canto di Natale di Charles Dickens (1843)

Il Babbo Natale moderno riunisce le rappresentazioni attuali del portatore di doni, di ispirazione religiosa o popolare, con un personaggio britannico preesistente. Quest'ultimo risale almeno al XVII secolo, e ne sono rimaste delle illustrazioni d'epoca in cui è rappresentato come un signore barbuto e corpulento, vestito di un mantello verde lungo fino ai piedi e ornato di pelliccia. Rappresentava lo spirito della bontà del Natale, e si trova nel Canto di Natale di Charles Dickens sotto il nome di Spirito del Natale presente.
Santa Claus ha origine da Sinterklaas, il nome olandese del personaggio fantastico derivato da san Nicola, che viene chiamato anche Sint Nicolaas; questo spiega anche l'esistenza di diverse varianti inglesi del nome (Santa Claus, Saint Nicholas, St. Nick).

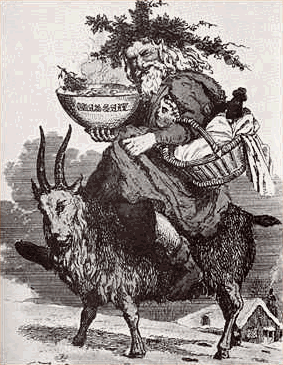
Rappresentazione popolare di Babbo Natale che cavalca una capra, forse derivata dal Tomte svedese

Gli abiti di Sinterklaas sono simili a quelli di un vescovo; porta una mitra (un copricapo liturgico) rossa con una croce dorata e si appoggia ad un pastorale. Il richiamo al vescovo di Mira è ancora evidente. Sinterklaas ha un cavallo bianco con il quale vola sui tetti; i suoi aiutanti scendono nei comignoli per lasciare i doni (in alcuni casi nelle scarpe dei bambini, lasciate vicino al caminetto); arriva in piroscafo dalla Spagna ed è accompagnato da Zwarte Piet. Una parte essenziale nella trasformazione di san Nicola in Babbo Natale spetta a Clement Clarke Moore, scrittore e linguista di New York, il quale nel 1823 scrisse la poesia A Visit from St. Nicholas nella quale rappresentò il santo di origine anatolica come un elfo rotondetto, con barba bianca, vestiti rossi orlati di pelliccia, alla guida di una slitta trainata da renne e latore di un sacco pieno di giocattoli. Per il Natale del 1862 l'illustratore Thomas Nast raffigurò, sulla rivista statunitense "Harper's Weekly, Babbo Natale con giacca rossa, barba bianca e stivali.

La renna appare con Santa Claus poiché la tradizione lo ha fatto un personaggio proveniente dal Nord Europa. La renna era sacra a Isa o Disa, la dea Grande Madre degli Scandinavi. Nel nord Europa la renna assume spesso il significato di simbolo lunare, come tutti gli altri cervidi, perciò ha ruoli funerari e di guida delle anime dei defunti nell'oltretomba, ma soprattutto ha ruoli notturni per cui è collegata a Santa Claus che giunge di notte portando doni.

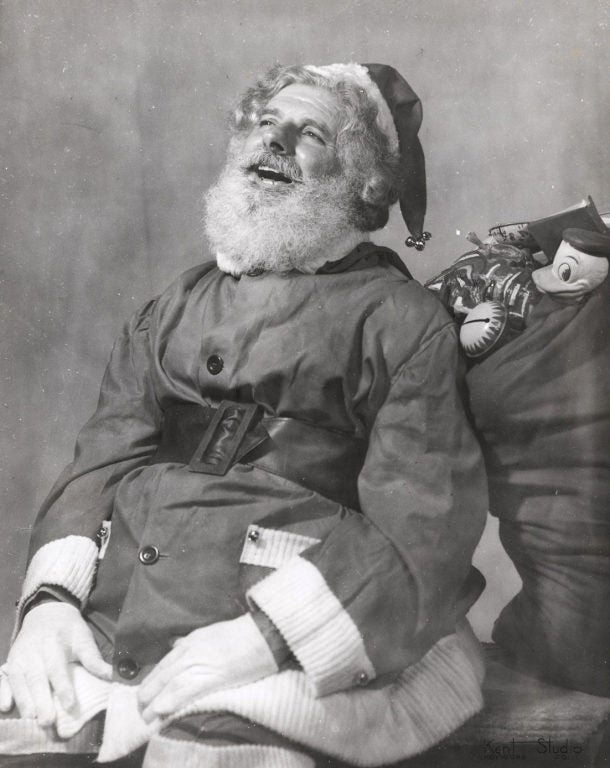
Un tipico Babbo Natale americano interpretato da Nicola Tribuzio nel 1961 (Kent Studio, Hayward, CA).

Le strenne che vengono regalate in questa ricorrenza sono spesso accompagnate da poesie, talvolta molto semplici e, in altri casi, elaborate e ironiche ricostruzioni del comportamento di chi le riceve durante l'anno trascorso. I regali veri e propri, in qualche caso, sono addirittura meno importanti dei pacchetti in cui sono contenuti, di solito molto sgargianti ed elaborati; quelli più importanti, spesso, sono riservati al mattino seguente. Anche se la spinta commerciale verso il Natale è presente anche nei Paesi Bassi, la distribuzione tradizionale dei regali viene compiuta da Sinterklaas il 6 dicembre.
Anche in altri paesi questa figura di san Nicola ha subito gli adattamenti necessari per uniformarsi al folclore locale. Ad esempio, nei paesi nordici sopravvive ancora l'immagine pagana della "capretta di Iule" (in svedese julbock), che porta i regali la Vigilia di Natale, e le decorazioni natalizie costituite da caprette di paglia sono molto diffuse. In tempi più recenti, però, sia in Svezia che in Norvegia il portatore di doni viene identificato con Tomte o tomtenisse, un'altra creatura del folklore locale. In Finlandia, la capretta di Yule viene chiamata joulupukki.

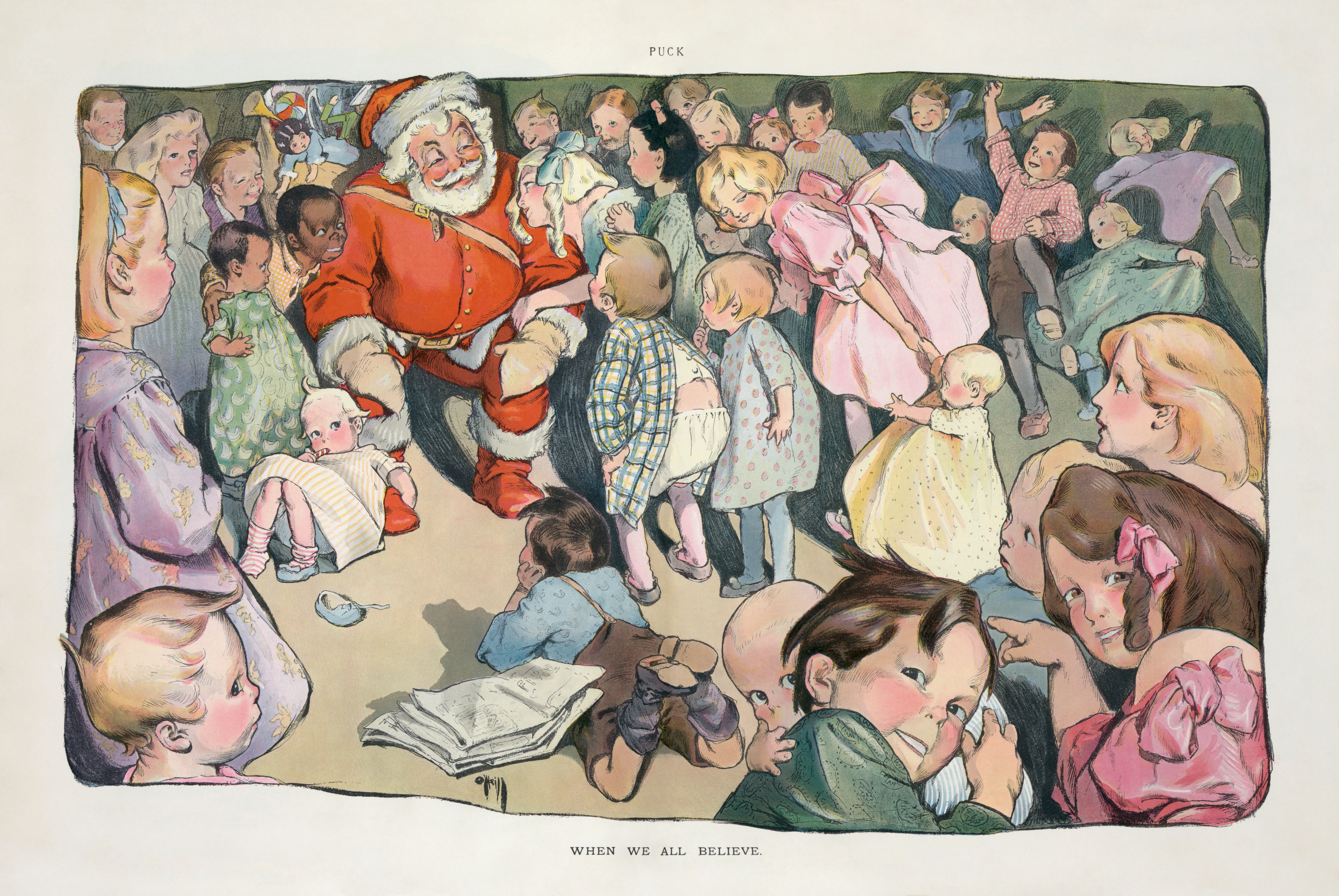
Cromolitografia realizzata da Rose O'Neill per un numero di Puck del 1903

Secondo alcuni l'immagine di Babbo Natale come tutti la conoscono oggi, quella che lo descrive vestito con un abito rosso, è stata creata dalla Coca-Cola: originariamente infatti, tale vestito era verde, sarebbe divenuto rosso solo dopo che, negli anni '30, l'illustratore statunitense Haddon Sundblom, su incarico dell'agenzia pubblicitaria D'Arcy, disegnò Babbo Natale per la pubblicità natalizia della nota azienda e lo vestì in bianco e rosso, come la scritta della sua famosa bibita. Questa teoria non è però da ritenersi corretta, siccome storicamente la Coca-Cola non fu la prima a usare la figura moderna di Babbo Natale nelle sue pubblicità, ma venne preceduta in questo dalla White Rock Beverages, per la vendita di acqua minerale nel 1915 e per la vendita di ginger ale nel 1923. Ancor prima di queste pubblicità, tra la fine del XIX e l'inizio del XX secolo la figura di Babbo Natale apparve vestita di rosso e bianco in alcune copertine del periodico umoristico statunitense Puck nonché nelle illustrazioni di raccolte di canzoni natalizie. Possiamo inoltre trovare un Babbo Natale vestito di rosso in una cartolina russa dello stesso periodo.

### Dimora di Babbo Natale

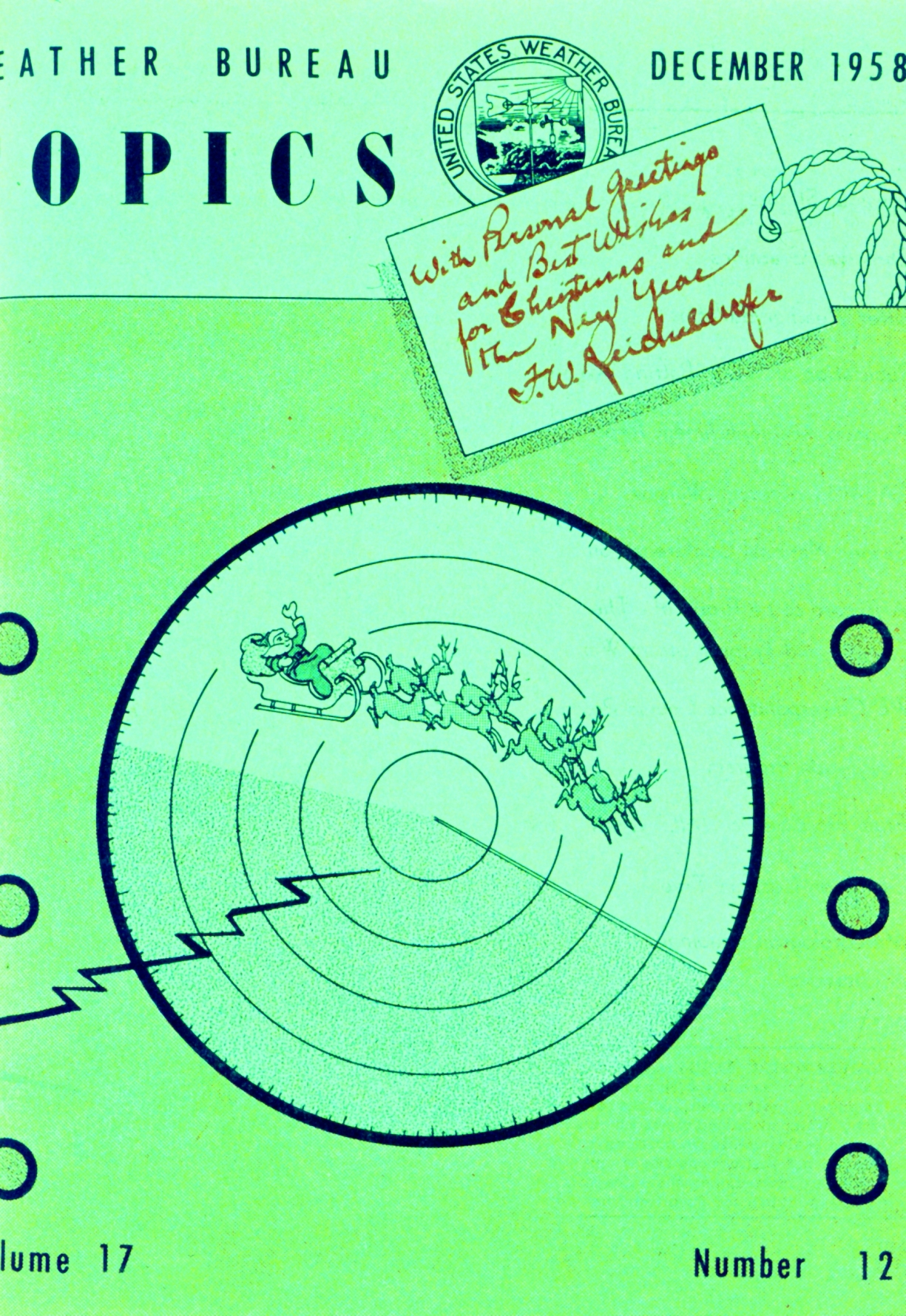
Il numero natalizio della rivista del NOAA Weather Bureau Topics con Santa Claus sullo schermo di un radar meteorologico (1958)

La dimora tradizionale di Babbo Natale cambia a seconda delle tradizioni. Negli Stati Uniti si sostiene che abiti al Polo Nord (situato per l'occasione in Alaska) mentre in Canada il suo laboratorio è indicato nel nord del paese; in Europa è più diffusa la versione che lo colloca in un villaggio vicino alla città finlandese di Rovaniemi, in Lapponia, esattamente sul Circolo polare artico. Secondo i norvegesi la sua residenza è Drøbak, dove si trova l'ufficio postale di Babbo Natale. Altre tradizioni parlano di Dalecarlia, in Svezia, e della Groenlandia. Nei paesi dove viene identificato con San Basilio viene talvolta fatto abitare a Cesarea in Cappadocia.
Con l'avvento di Internet, sono stati pubblicati alcuni siti web affinché i bambini e gli adulti interessati potessero simbolicamente seguire via radar il percorso di Babbo Natale, ma l'intento di seguire le gesta di Babbo Natale è di molto precedente. Ad esempio, nel 1955 Sears Roebuck, un grande magazzino di Colorado Springs, negli Stati Uniti, distribuì ai bambini il fantomatico numero di telefono di Babbo Natale, da chiamare il giorno della vigilia. Per un errore di stampa il numero corrispondeva però al comando della difesa aerea, che allora si chiamava CONAD (Continental Air Defense Command) e sarebbe poi diventato il NORAD (North American Aerospace Defense Command). Il colonnello Harry Shoup, il militare di turno quella sera, quando cominciò a ricevere le prime telefonate dei bambini e si rese conto dell'errore, decise di non deluderli e disse loro che sui radar c'erano davvero dei segnali che mostravano Babbo Natale in arrivo dal Polo Nord.
Dal 1958, anno di creazione del NORAD, statunitensi e canadesi hanno approntato un programma congiunto di monitoraggio di Babbo Natale, che ora è disponibile sul sito web del comando della difesa aerea. Allo stesso modo, molte stazioni televisive locali sparse per il Canada e gli Stati Uniti danno conto ai propri telespettatori della posizione di Babbo Natale, facendolo seguire dai propri meteorologi.
Sono anche disponibili alcuni siti web che seguono Babbo Natale tutto l'anno, mostrando le attività che si svolgono presso la sua fabbrica di giocattoli. In molti casi sono pubblicati anche indirizzi e-mail a cui inviare una versione più moderna delle letterine cartacee a Babbo Natale.

### Vigilia di Natale

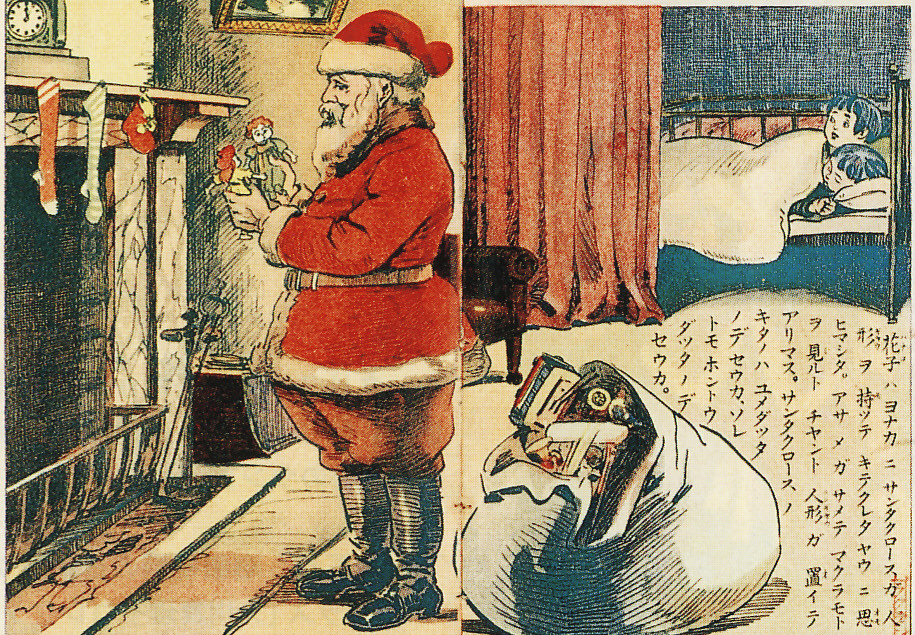
Babbo Natale in una cartolina giapponese del 1914

Negli Stati Uniti la tradizione vuole che la sera della vigilia di Natale si lascino un bicchiere di latte e dei biscotti per Babbo Natale; in Inghilterra il suo pasto consiste invece di mince pie e sherry. I bambini inglesi e statunitensi lasciano anche fuori casa una carota per le renne di Babbo Natale; un tempo veniva detto loro che se non fossero stati buoni tutto l'anno avrebbero trovato nella calza un pezzo di carbone al posto dei dolci.
Secondo la tradizione olandese e spagnola di Sinterklaas, invece, i bambini "mettono fuori la scarpa", ovvero riempiono una scarpa con del fieno e una carota e prima di andare a dormire la lasciano fuori di casa (in alcuni casi il rito viene fatto diverse settimane prima della sera di San Nicola, la sinterklaas avond).
La mattina del giorno successivo il fieno e la carota sono stati sostituiti da un regalo, spesso una figurina di marzapane. Ai bambini cattivi si diceva che avrebbero trovato una fascina, ma questa usanza ormai è stata abbandonata.

### Lettera a Babbo Natale
L'abitudine di scrivere una lettera a Babbo Natale è una tradizione natalizia che risale a molto tempo fa. Le lettere contengono di solito una lista dei giocattoli desiderati dopo la dichiarazione di essere stati buoni nell'anno trascorso.
In molti paesi, le poste accettano le lettere che i bambini scrivono a Babbo Natale; in alcuni casi le risposte vengono fornite dagli stessi impiegati postali o da volontari. In Canada, ad esempio, è stato predisposto un apposito codice postale per le lettere indirizzate a Babbo Natale: H0H 0H0 (in riferimento all'espressione "oh oh oh!" di Babbo Natale) e dal 1982 sono oltre 13.000 gli impiegati delle poste canadesi che si sono offerti volontari per rispondere alle lettere. In altri casi sono associazioni caritatevoli dedicate all'infanzia a rispondere alle lettere che vengono dalle zone più povere o dagli ospedali pediatrici, per dare ai bambini dei doni che altrimenti non potrebbero ricevere.

### Canzoni di Natale

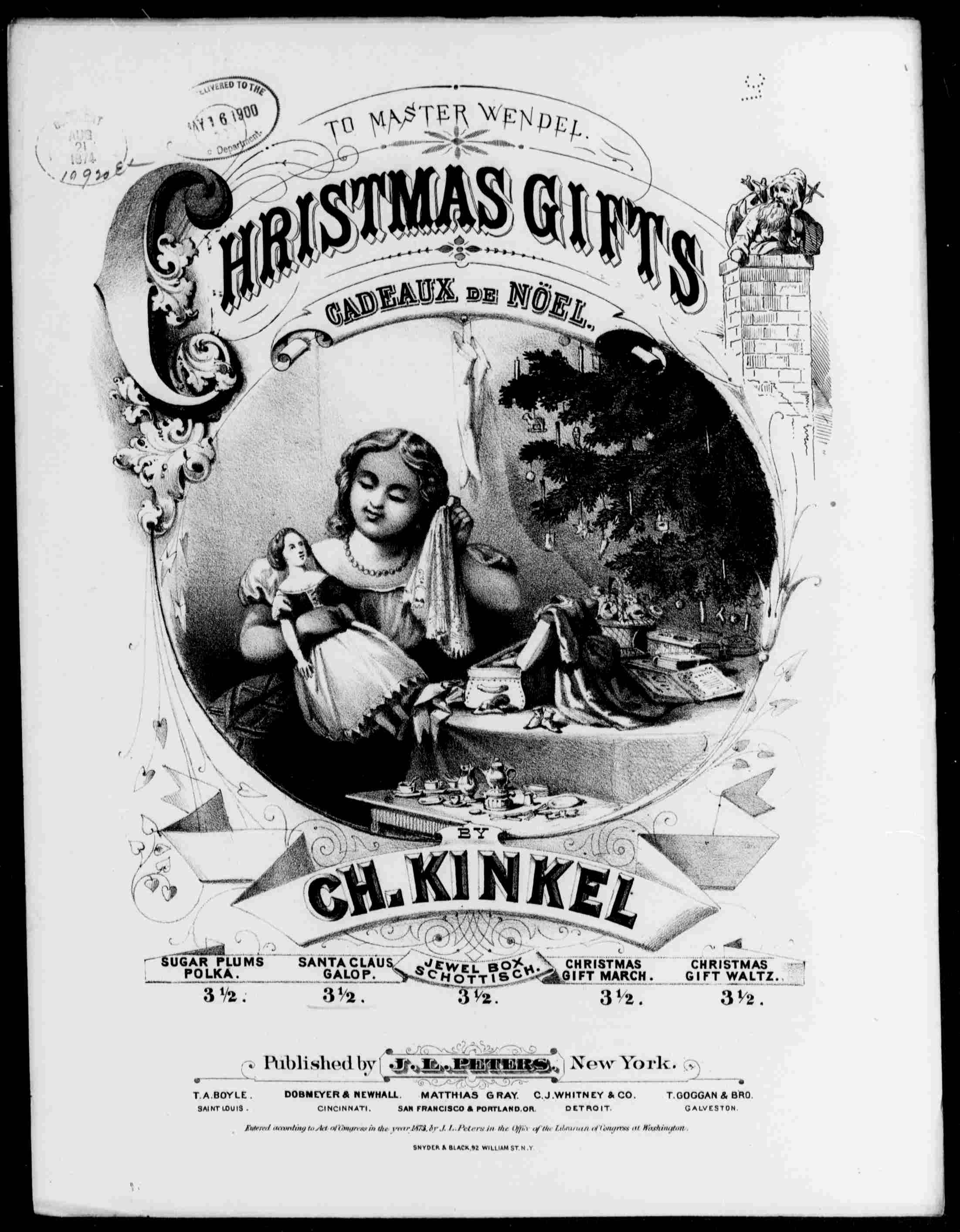
Frontespizio dello spartito di Santa Claus' Galop (1874) del compositore Charles Kinkel.

Nel corso degli anni la figura di Babbo Natale ha ispirato molte canzoni e persino alcune opere per orchestra. Già nel 1853 Louis Antoine Jullien compose un'opera dal titolo Santa Claus, che fu rappresentata a New York e ottenne alterni successi. Fra le canzoni più note che hanno come argomento Babbo Natale, figurano:
- Up on the Housetop, melodia tradizionale[28]
- Jolly Old St. Nicholas, melodia tradizionale[29]
- Santa Claus Is Coming to Town (1935) di J. Fred Coots e Haven Gillespie
- Petit Papa Noël (1946) di Raymond Vinci ed Henri Martinet, incisa originariamente da Tino Rossi
- Here Comes Santa Claus (1947) di Gene Autry e Oakley Haldeman
- I Saw Mommy Kissing Santa Claus (1952) di Tommie Connor, incisa originariamente da Jimmy Boyd
- Santa Baby (1953) di Joan Javits, Philip Springer e Tony Springer, cantata da Eartha Kitt
- Must Be Santa (1960) di William Fredericks e Hall Moore, portata al successo da Mitch Miller and the Gang
- Little Saint Nick (1963) di Brian Wilson, cantata dai The Beach Boys
- I Believe in Father Christmas (1977) di Greg Lake e Peter Sinfield, cantata da Emerson, Lake & Palmer
- The Night Santa Went Crazy (1996) di "Weird Al" Yankovic (satirica)[30]

### Babbo Natale nei centri commerciali

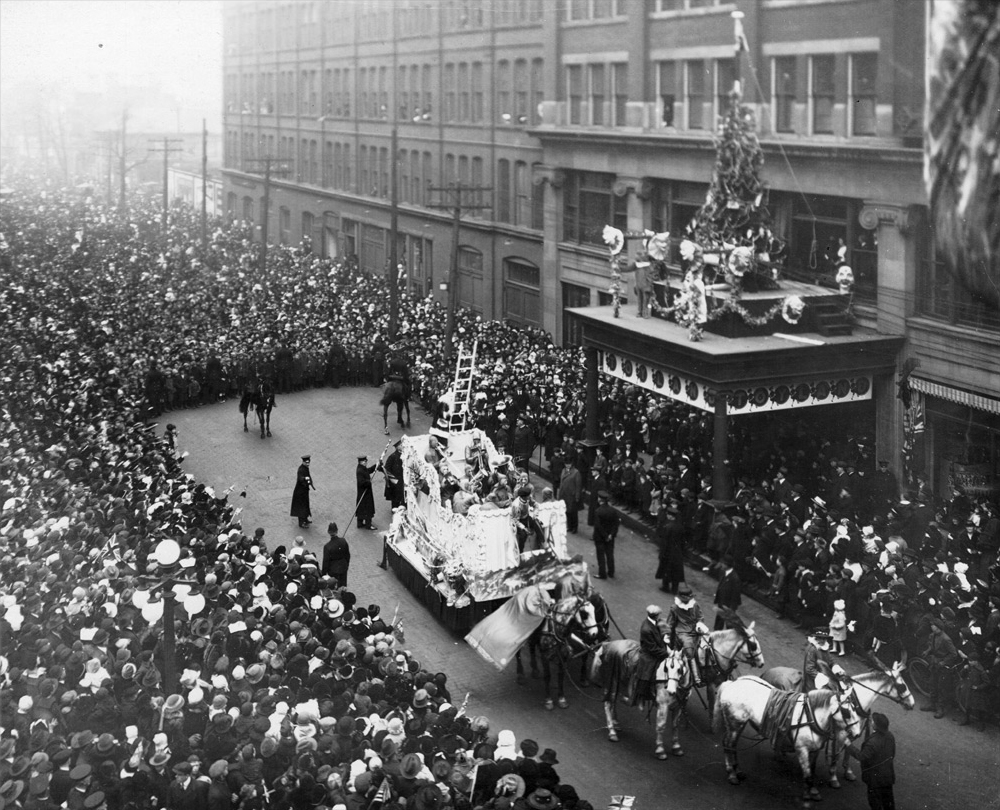
Parata di Santa Claus a Toronto, Canada (1918)

Nella tradizione americana, Babbo Natale è anche un personaggio in costume che staziona nei grandi magazzini o nei centri commerciali, o anche alle feste dei bambini. Di solito è interpretato da un attore con un gruppo di figuranti che lo aiutano, vestiti da elfi o con altri costumi folcloristici (questi ultimi sono spesso impiegati degli stessi grandi magazzini, o personale assunto per l'occasione).
La sua funzione è quella di promuovere l'immagine del negozio distribuendo regali ai bambini, oppure quella di far divertire i bambini secondo il tema natalizio, prendendoli sulle ginocchia chiedendo loro quali regali desiderano e spesso facendosi fotografare con loro. Tutto questo avviene di solito in un'area del negozio appositamente allestita e rallegrata da decorazioni a tema. Negli ultimi tempi la "pratica delle ginocchia" è stata messa in discussione in vari paesi, anche perché le ultime tendenze dei centri commerciali statunitensi e britannici è di far girare il Babbo Natale per il negozio facendosi seguire dai bambini, tecnica che si è rivelata essere più remunerativa.
Negli Stati Uniti la più famosa di queste rappresentazioni è quella organizzata dalla sede centrale del grande magazzino Macy's a New York, dove Babbo Natale arriva in parata sulla sua slitta.
Molto spesso il Babbo Natale, se viene "scoperto", rivela ai bambini di non essere il "vero" Babbo Natale ma solo un suo aiutante. A quanto pare molti bambini si dimostrano comprensivi e capiscono l'esigenza di Babbo Natale di farsi sostituire perché in quel periodo dell'anno è davvero molto occupato.

## Critiche religiose alla figura di Babbo Natale

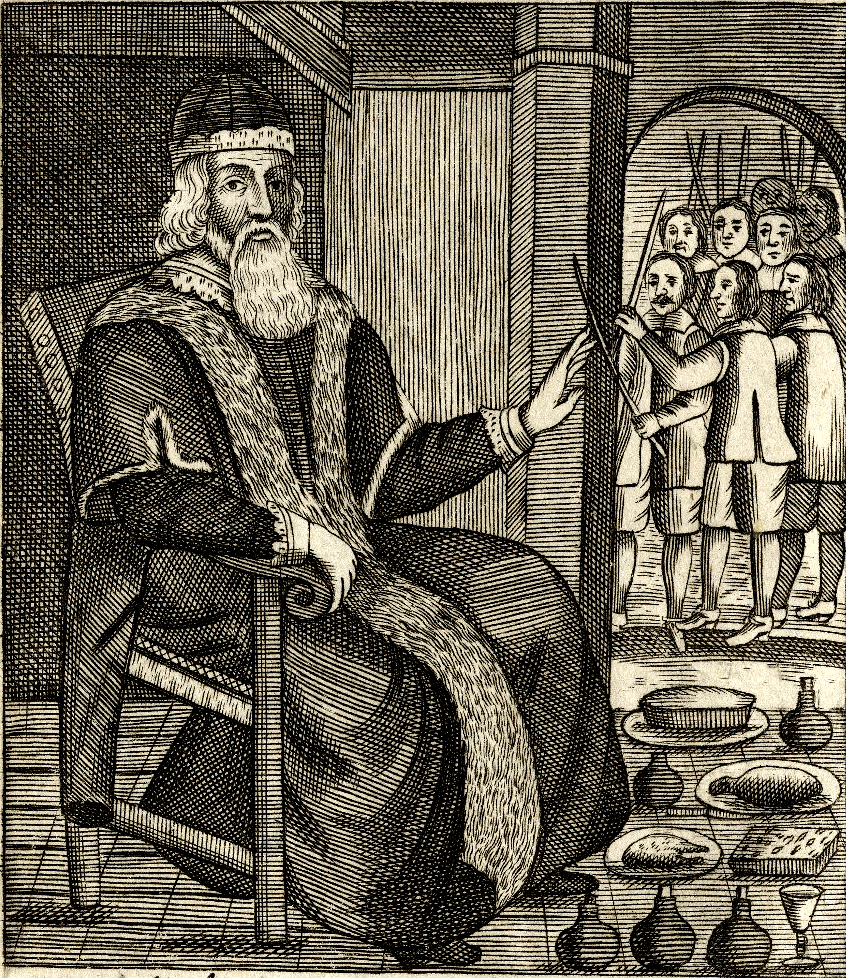
Estratto dall'opera Dell'esame e processo al vecchio Babbo Natale di Josiah King (1686), pubblicata poco dopo la restaurazione della festività del Natale in Inghilterra. Folger Shakespeare Library, Washington D.C.

La figura di Babbo Natale con il tempo è stata ripresa e riproposta in chiave pubblicitaria e consumistica; ciò ha provocato le critiche di alcune frange più tradizionaliste delle chiese cristiane che disapprovano l'enfatizzazione del Babbo Natale più secolare e gli aspetti materialistici dello scambio di doni in occasione della festa.
Tali forme di condanna nei confronti di Babbo Natale non sono un fenomeno recente; hanno, anzi, origine tra i gruppi di Protestanti già nel XVI secolo e si diffondono tra i Puritani inglesi nel secolo successivo; nello stesso periodo in America del Nord la festa è spesso vietata perché ritenuta di origine pagana o cattolica.
Dopo la guerra civile inglese, anche in Inghilterra il governo di Oliver Cromwell mise al bando il Natale.
Dopo la restaurazione della monarchia e la cacciata dei Puritani, l'eliminazione del Natale venne messa in ridicolo da opere come The examination and tryal of old Father Christmas; together with his clearing by the jury (Dell'esame e processo al vecchio Babbo Natale, e della sua assoluzione da parte della giuria, 1686).
I Testimoni di Geova rifiutano la celebrazione del Natale, sostenendo le origini pagane della figura di Babbo Natale.
Anche alcuni vescovi italiani si sono espressi contro Babbo Natale, rammaricandosi per la commercializzazione delle festività natalizie con il conseguente tradimento del loro significato originale:
(mons. Giuseppe Zenti, articolo pubblicato dal settimanale diocesano L'Azione, 3 dicembre 2006)
Nel mondo ispanico, i carlisti sostengono la tradizione dei Magi come portatori di doni contro Babbo Natale, considerato come un emblema della penetrazione culturale statunitense.

## Le rappresentazioni di Babbo Natale

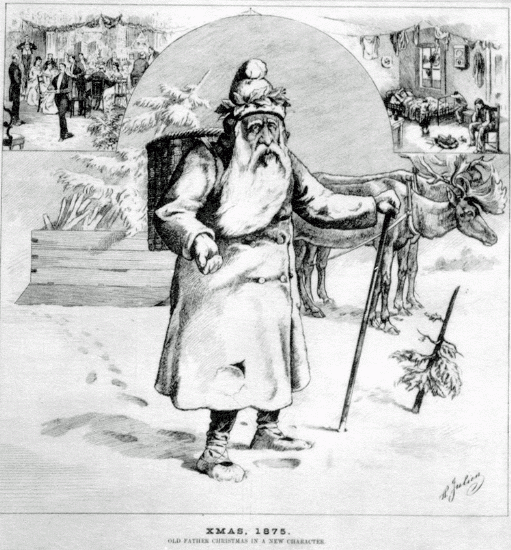
Babbo Natale in una rappresentazione del 1875

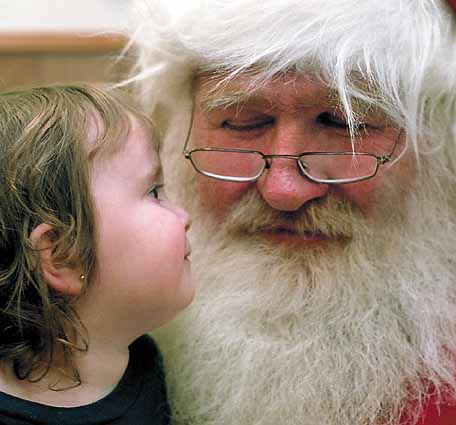
Nelle moderne rappresentazioni Babbo Natale ascolta i desideri natalizi dei bambini

Di solito, Babbo Natale viene rappresentato come un anziano signore corpulento, gioviale e occhialuto, vestito di un costume rosso con inserti di pelliccia bianca, con una lunga barba anch'essa bianca. La sera della vigilia di Natale sale sulla sua slitta trainata da renne volanti e va di casa in casa per portare i regali, tenuti tutti in un enorme sacco, ai bambini. Per entrare nelle case si cala dal comignolo, sbucando quindi nel caminetto, e lascia i doni sotto l'albero di Natale. Durante il resto dell'anno si occupa della costruzione dei giocattoli con la Signora Natale e i suoi aiutanti elfi, anche se nelle rappresentazioni più moderne il laboratorio di Babbo Natale somiglia più a un centro di smistamento di giocattoli confezionati che a un'officina dove vengono costruiti.
Strettamente legate alle rappresentazioni di Babbo Natale sono quelle del personaggio russo di Nonno Gelo ("Дeд Мороз" Ded Moroz), che porta i regali ai bambini ed è vestito con un cappotto azzurro. È aiutato dalla nipotina bionda Снегурочка (Sneguročka), tiene con sé un lungo scettro e la sua slitta è trainata da 3 cavalli anziché renne. Porta i regali il 31 dicembre e la sua residenza si trova a Veliky Ustyug in Russia. Tale figura è presente in tutto il blocco ex-sovietico e soltanto recentemente, forse per uniformarlo con Babbo Natale, viene rappresentato con la giacca rossa, stivali di pelliccia. Gran parte dell'iconografia di Babbo Natale sembra derivare dalla figura di Ded Moroz, soprattutto attraverso il suo equivalente tedesco Väterchen Frost.
A causa di alcuni tratti decisamente fuori dal comune del comportamento di Babbo Natale (come la capacità di recapitare, in una sola notte, i regali a tutti i bambini del mondo che credono in lui volando su una slitta, quella di infilarsi nei comignoli e di entrare dal camino anche nelle case senza caminetto, la presunta immortalità e il possesso di renne volanti), le sue azioni vengono spiegate anche con il ricorso alla magia.

### Filmografia (parziale)
- Santa Claus, regia di George Albert Smith (1898) -- cortometraggio
- The Night Before Christmas, regia di Edwin S. Porter (1905) -- cortometraggio
- A Little Girl Who Did Not Believe in Santa Claus, regia di J. Searle Dawley e Edwin S. Porter (1907) -- cortometraggio
- A Trap for Santa Claus, regia di David W. Griffith (1909) -- cortometraggio
- Il miracolo della 34ª strada, regia di George Seaton (1947)
- Santa and the Fairy Snow Queen, regia di Sid Davis (1951) -- cortometraggio
- Santa Claus, regia di René Cardona (1959)
- A Visit to Santa (1963) -- cortometraggio
- Santa Claus Conquers the Martians, regia di Nicholas Webster (1964)
- La storia di Babbo Natale (Santa Claus: The Movie), regia di Jeannot Szwarc (1985)
- Ernesto salva il Natale (Ernest Saves Christmas), regia di John R. Cherry III (1988)
- Caro Babbo Natale (All I Want for Christmas), regia di Robert Lieberman (1991)
- Nightmare Before Christmas (The Nightmare Before Christmas), regia di Henry Selick (1993) -- film d'animazione
- Miracolo nella 34ª strada, regia di Les Mayfield (1994)
- Santa Clause (The Santa Clause), regia di John Pasquin (1994)
- The Christmas Path, regia di Bernard Salzmann (1998)
- Santa's Letters, regia di Emmett Loverde (2000)
- Chi sono? Babbo Natale? (Santa Who?), regia di William Dear (2000) -- film TV
- Chiamatemi Babbo Natale (Call me Claus), regia di Peter Werner (2001) -- film TV
- Blackmailing Santa, regia di David Michael Maurer (2002)
- Che fine ha fatto Santa Clause? (The Santa Clause 2), regia di Michael Lembeck (2002)
- Elf - Un elfo di nome Buddy (Elf), regia di Jon Favreau (2003)
- Blizzard - La renna di Babbo Natale (Blizzard), regia di LeVar Burton (2003)
- Polar Express (The Polar Express), regia di Robert Zemeckis (2004)
- Il mio amico Babbo Natale, regia di Franco Amurri (2005) -- film TV
- Santa's Slay, regia di David Steiman (2005)
- Un anno senza Babbo Natale, regia di Ron Underwood (2006) -- film TV
- Fred Claus - Un fratello sotto l'albero (Fred Claus), regia di David Dobkin (2007)
- Il figlio di Babbo Natale (Arthur Christmas), regia di Sarah Smith (2011) -- film d'animazione
- Le 5 leggende (Rise of the Guardians), regia di Peter Ramsey (2012) -- film d'animazione
- S.O.S. Natale (Get Santa), regia di Christopher Smith (2014)
- Il piccolo aiutante di Babbo Natale (Santa's Little Helper), regia di Gil Junger (2015)
- Qualcuno salvi il Natale (The Christmas Chronicles), regia di Clay Kaytis (2018)
- Qualcuno salvi il Natale 2 (The Christmas Chronicles 2), regia di Chris Columbus (2020)
- 10 giorni con Babbo Natale, regia di Alessandro Genovesi (2020)
- Fatman, regia di Ian e Eshom Nelms (2020)
- Io sono Babbo Natale, regia di Edoardo Falcone (2021)
- Uno Rosso (Red One), regia di Jake Kasdan (2024)

## Babbo Natale nel mondo

### Europa e Nord America

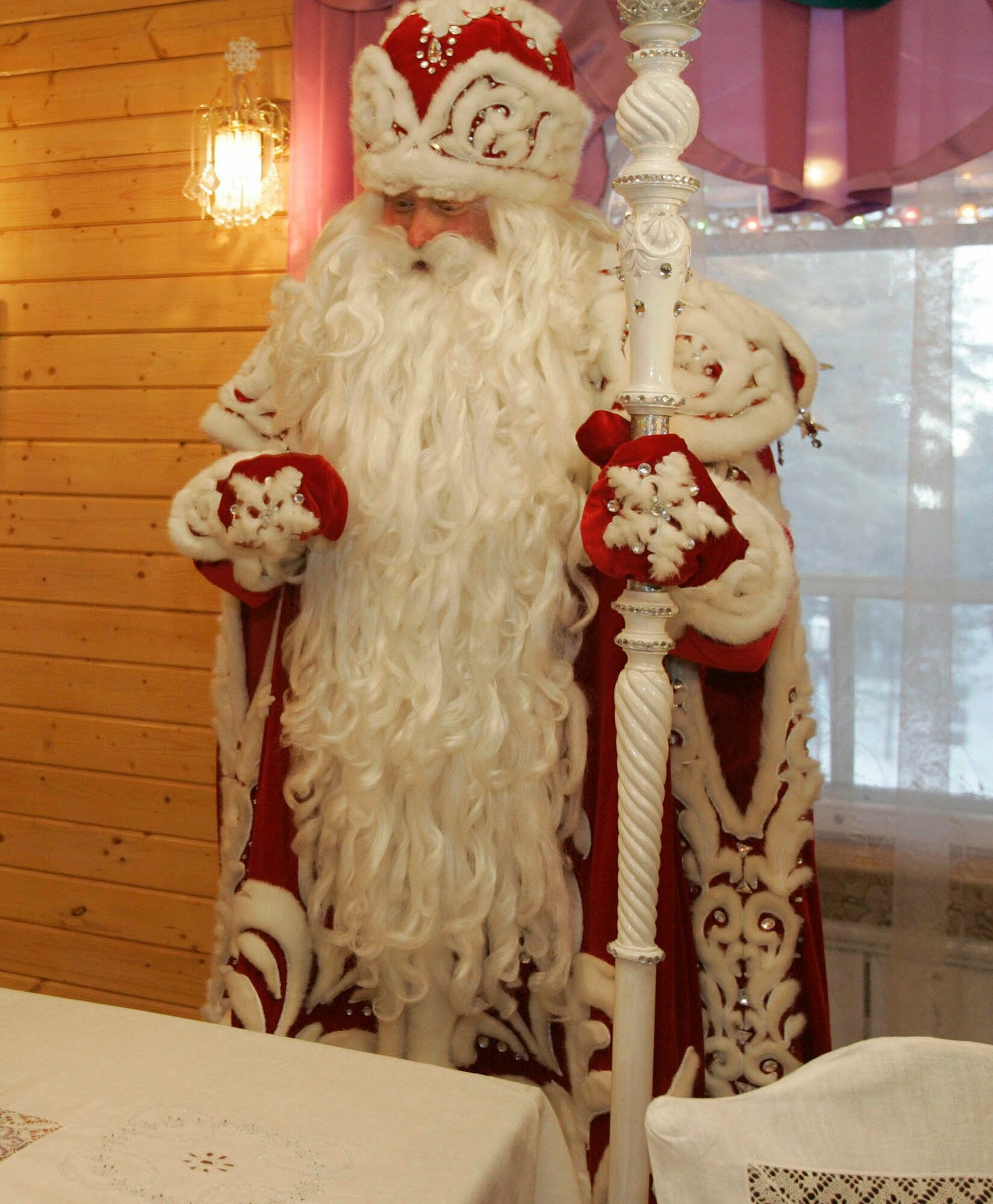
Nonno Gelo: una variante della figura di Babbo Natale introdotta in Russia dopo la Rivoluzione russa ed affermatasi anche in altri paesi dell'Est europeo

In Europa e Nord America, di solito, le tradizioni legate a Babbo Natale coincidono, anche se in alcuni paesi possono variare il nome, alcune caratteristiche e la data di consegna dei doni. Talora il medesimo ruolo è assunto da Gesù Bambino, il quale può essere chiamato "Cristo Bambino" o semplicemente "Gesù".
- Albania: Plaku i Vitit te Ri = Il vecchio dell'anno nuovo (imposto dal regime comunista dopo la chiusura delle istituzioni religiose) per i cattolici e per molti musulmani si tratta di San Nicola (Shën Nikolla) ma viene chiamato anche Padre Inverno (Babadimri)
- Armenia: Կաղանդ պապա
- Austria: Christkind ("Cristo Bambino")
- Belgio: Sinterklaas, Saint-Nicolas ("San Nicola"); Kerstman, Père Noël ("Babbo Natale")
- Bosnia ed Erzegovina: Djed Mraz
- Bulgaria: Дядо Коледа (Djado Koleda, "Nonno Natale"); Дядо Мраз (Nonno Gelo)
- Canada: Père Noël, Santa Claus
- Croazia: Djed Božićnjak o Djed Mraz ("Nonno Natale")
- Rep. Ceca: Svatý Mikuláš ("San Nicola"); Ježíšek (diminutivo di Ježíš, "Gesù")
- Danimarca: Julemanden
- Estonia: Jõuluvana
- Fær Øer: Jólamaður
- Finlandia: Joulupukki
- Francia: Père Noël ("Babbo Natale"); Père Noël è la forma più comune nei paesi in cui si parla il francese, ma al nord si chiama Saint Nicolas
- Georgia: თოვლის პაპა (tovlis papa)
- Germania: Weihnachtsmann ("L'Uomo di Natale"); Christkind ("Bambino Cristo") nelle regioni più a sud
- Grecia: Άγιος Βασίλης ("San Basilio")
- Irlanda: Santa Claus, Santy o Daidí na Nollag
- Italia: Babbo Natale (al sud anche San Nicola di Bari, in alcune zone del nord anche San Nicolò, ad esempio a Trieste)
- Islanda: Jólamaður
- Liechtenstein: Christkind
- Lituania: Kalėdų Senelis
- Macedonia del Nord: Дедо Мраз (Dedo Mraz, "Nonno Gelo")
- Malta: San Niklaw
- Paesi Bassi: Sinterklaas (arriva la sera del 5 dicembre, corrisponde a San Nicola)
- Norvegia: Julenissen
- Polonia: Święty Mikołaj / Mikołaj ("San Nicola"); Gwiazdor in alcune regioni
- Portogallo: Pai Natal ("Babbo Natale")
- Regno Unito: Father Christmas; Santa Claus
- Romania: Moş Crăciun ("Babbo Natale": 25 dicembre); Moş Nicolae ("Babbo Nicola": 6 dicembre); Moș Gerilă ("Babbo Gelo": 31 dicembre)
- Russia: Дед Мороз (Ded Moroz, "Nonno Gelo", il suo amico Yamaliri vive al sopra del Circolo polare artico in una città unica Salekhard)
- Serbia: Деда Мраз (Deda Mraz, "Nonno Gelo")
- Slovacchia: Svätý Mikuláš ("San Nicola"); Ježiško (diminutivo di Ježiš ("Gesù"))
- Slovenia: Dedek Mraz ("Nonno Gelo"); Božiček (da "Božič"-Natale); è presente anche la ricorrenza di Sveti Miklavž (San Nicola) il 6 dicembre, con modalità del tutto simili
- Spagna: Papá Noel
- Stati Uniti: Santa Claus; Kris Kringle; Saint Nicholas o Saint Nick ("San Nicola"), Father Christmas
- Svezia: Jultomten
- Svizzera: Christkind (Cristo Bambino), San Nicolao o Gesù Bambino in Ticino
- Turchia: Noel Baba ("Babbo Natale")
- Ungheria: Mikulás ("Nicola"); Jézuska o Kis Jézus ("Gesù Bambino")
- 🇺🇦 Ucraina: Святий Миколай (Sviatei Micolai) San Nicola

### America Latina
Di solito Babbo Natale in America Latina si chiama Papá Noel, ma ci sono alcune piccole differenze tra i vari paesi.
- Argentina: Papá Noel
- Brasile: Papai Noel
- Cile: Viejito Pascuero
- Colombia: Papá Noel, Niño Dios, Niño Jesus ("Gesù Bambino")
- Messico: Papá Noel, Santa Claus; Niño Dios (Dio Bambino, meglio detto "Gesù Bambino"), festività in secondo piano rispetto a Los Reyes Magos ("I Re Magi"), che arrivano la notte del 6 gennaio
- Venezuela: San Nicolás
- Ecuador: Papá Noel
- Perù: Papá Noel

### Estremo Oriente
In Estremo Oriente, in particolare nei paesi che hanno adottato i costumi occidentali, si festeggia il Natale non in senso cristiano ma integrando alle religioni orientali tradizioni simili sui portatori di doni dell'Occidente.
- Corea del Sud: Santa Claus 산타 클로스 o Santa Halavôji 산타 할아버지
- Giappone: Santa Claus/Santa-san サンタクロース/サンタさん, il "san" sta come in italiano per Sig. (Signore)
- Cina: una derivazione di Santa Claus chiamata 圣诞老人 (Shèngdàn Lǎorén, letteralmente "il vecchio del Natale")
- Taiwan: una derivazione di Santa Claus chiamata 聖誕老人 o 聖誕老公公 ("Babbo Natale", lett. "Vecchio del Natale")
- Filippine: Santa Claus

### Africa e Medio Oriente
Le popolazioni cristiane dell'Africa e del Medio Oriente che celebrano il Natale, in generale, riconoscono le tradizioni dei paesi europei da cui hanno importato la festività, di solito tra la fine del XIX e l'inizio del XX secolo. Anche i discendenti dei coloni che abitano ancora in quei luoghi seguono le tradizioni dei loro antenati.
- Iran: بابا نوئل (Baba Noel)
- Egitto: Papa Noël
- Sudafrica: Sinterklaas; Santa Claus